# Ver-sur-Launette
Ver-sur-Launette is een gemeente in het Franse departement Oise (regio Hauts-de-France). De plaats maakt deel uit van het arrondissement Senlis. Ver-sur-Launette telde op 1 januari 2022 1.155 inwoners.

## Geografie
De oppervlakte van Ver-sur-Launette bedroeg op 1 januari 2022 13,18 vierkante kilometer; de bevolkingsdichtheid was toen 87,6 inwoners per km².

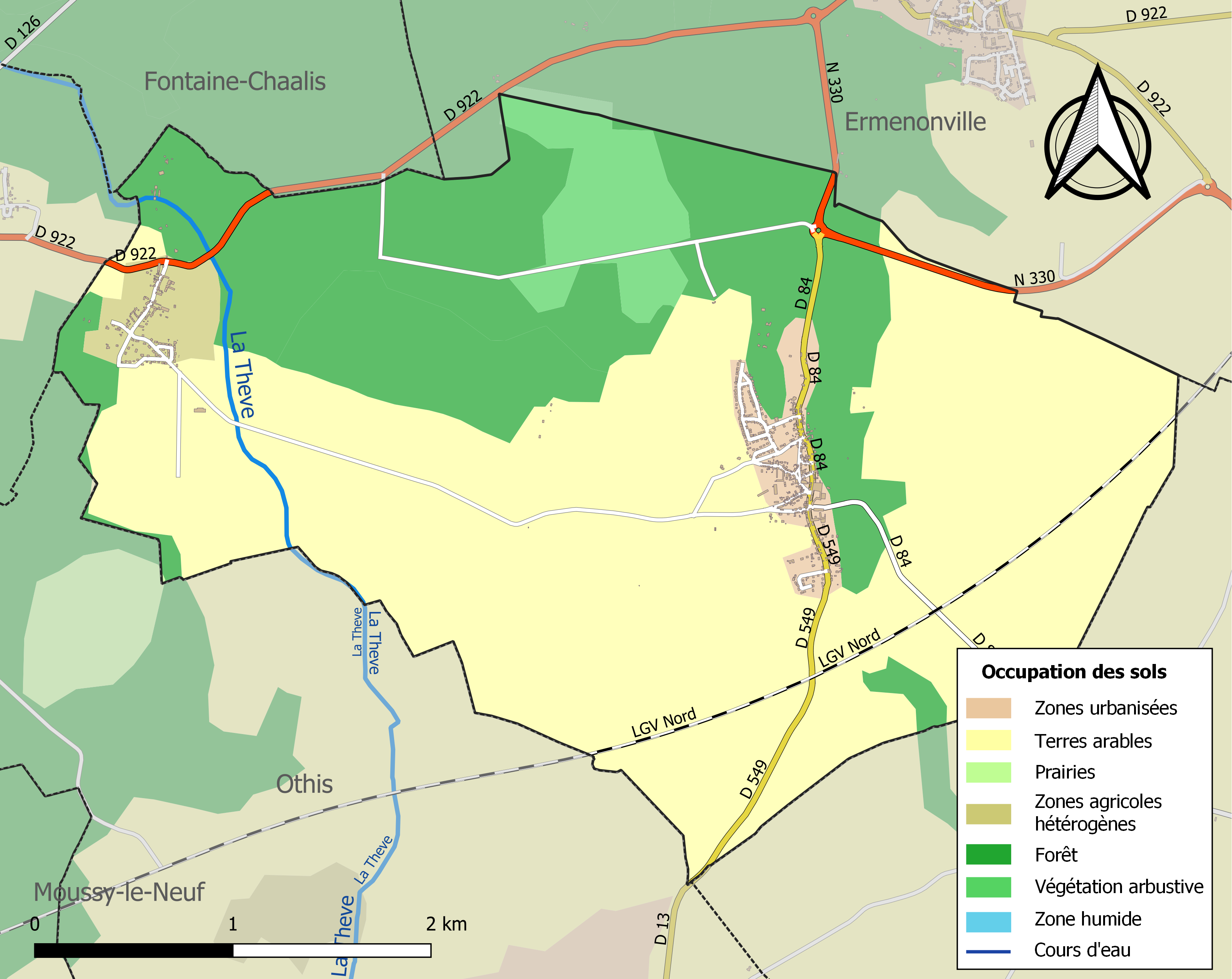
Kaart van de gemeente met belangrijkste infrastructuur, bodemgebruik en omliggende gemeenten

## Demografie
Onderstaande figuur toont het verloop van het inwonertal (bron: INSEE-tellingen).

## Afbeeldingen

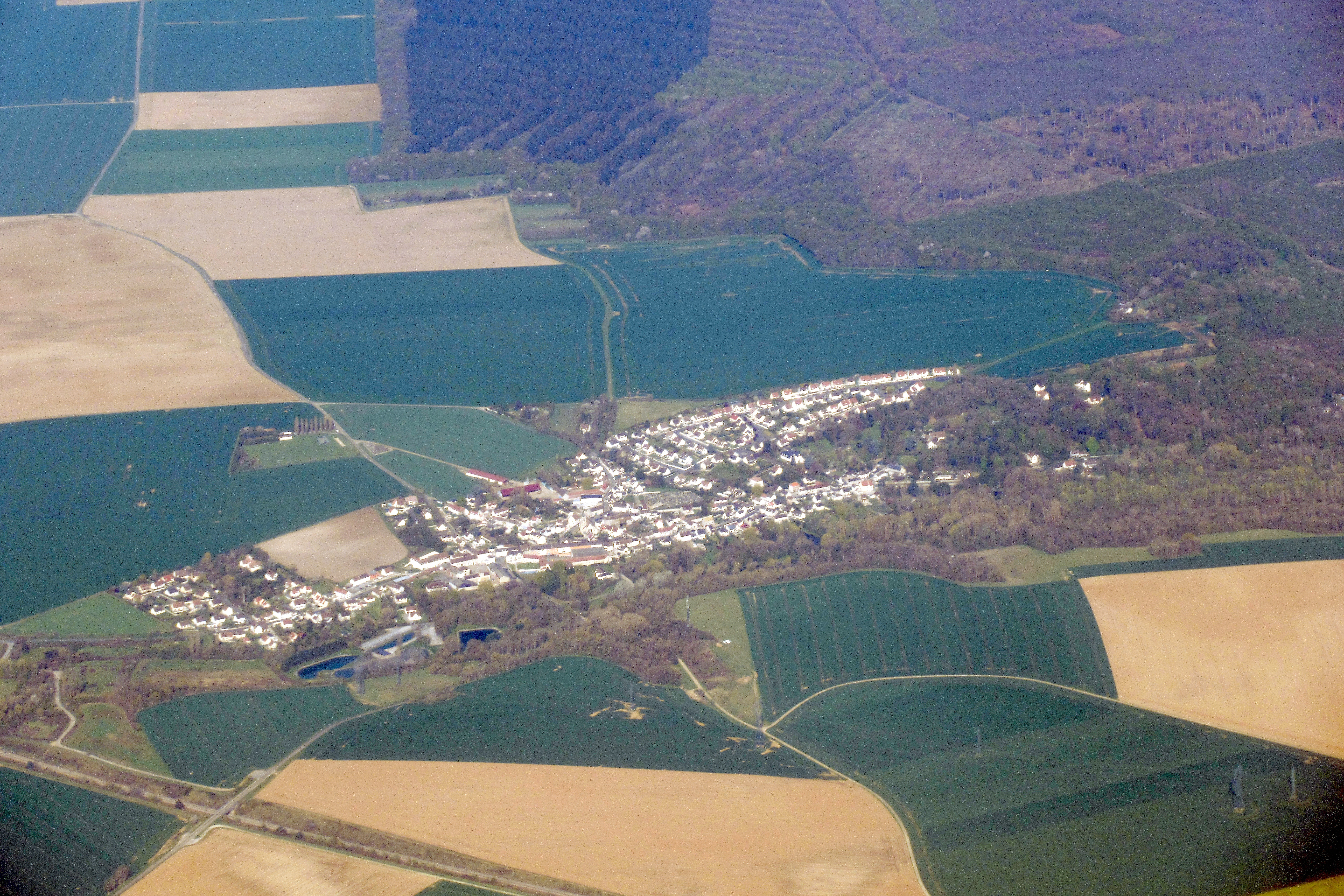
Ver-sur-Launette vanuit de lucht
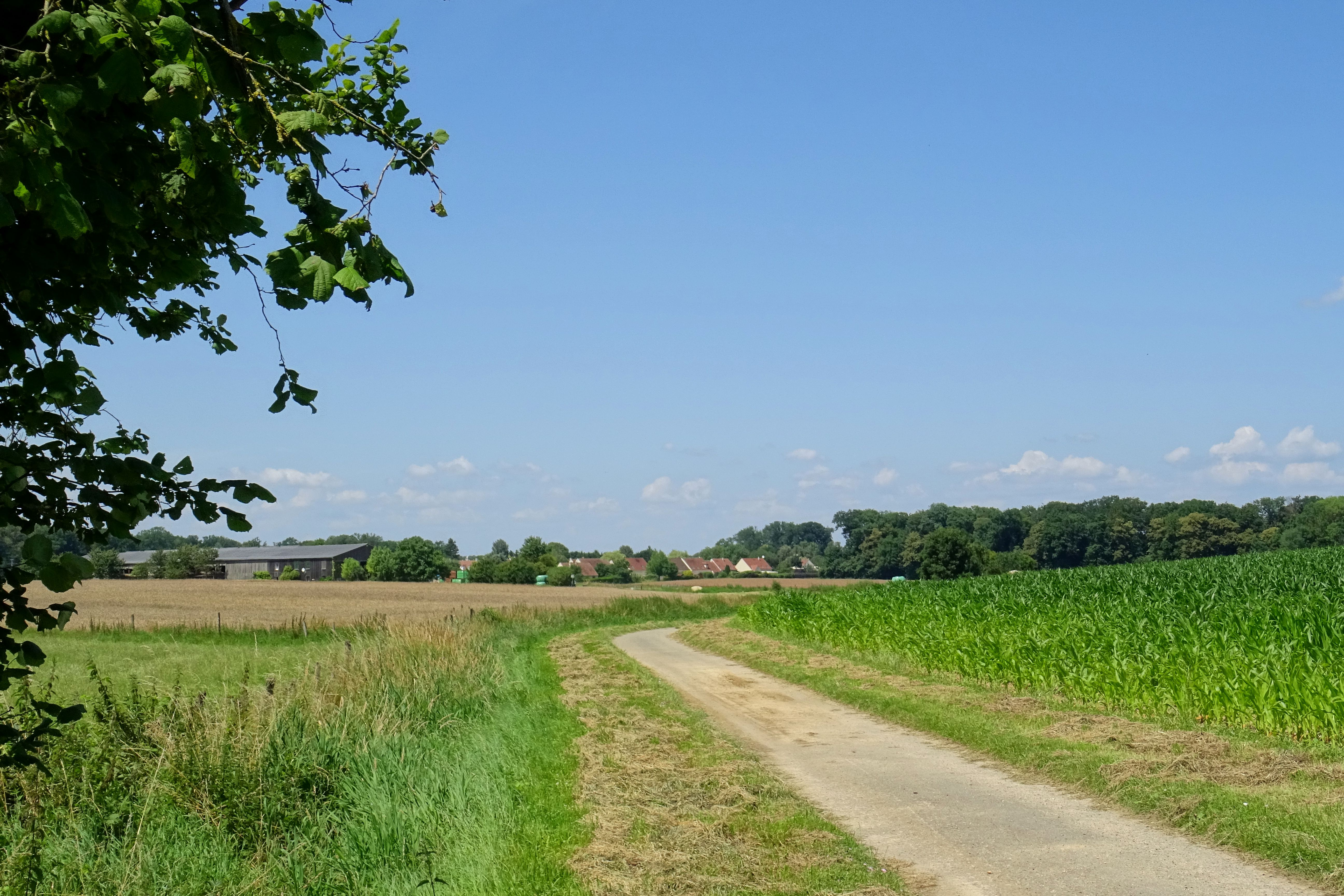
Op wandelroute GR 1 bij Ver-sur-Launette
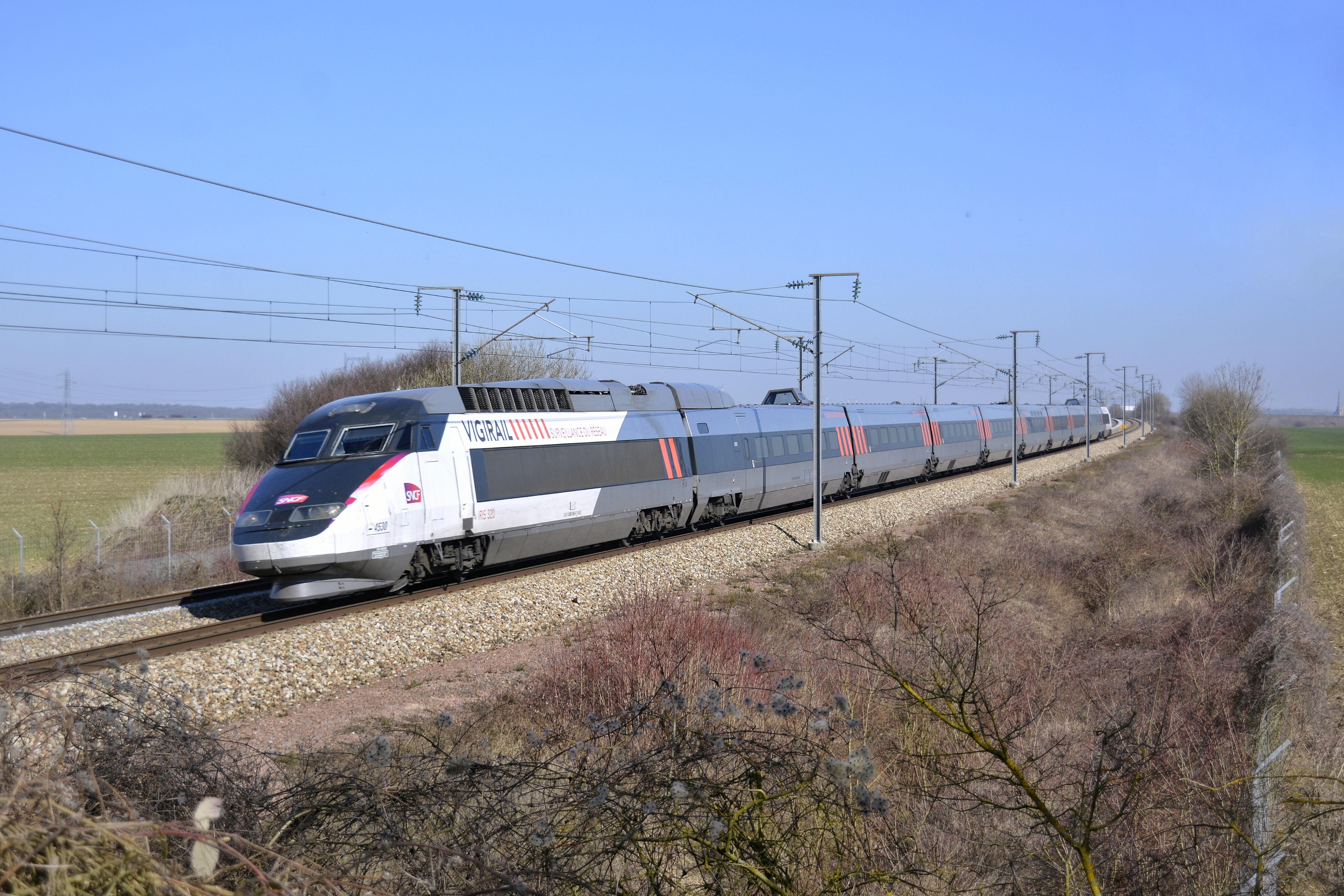
Hogesnelheidstrein bij Ver-sur-Launette